# Cuaderno de historietas
Un cuaderno de aventuras o historietas es un formato de publicación de historietas, muy utilizado en Italia y España a mediados del siglo XX. Por extensión, a veces se ha usado para traducir el término anglosajón comic book.

## Características generales
En su forma más común, un cuaderno era una revista rectangular y apaisada de periodicidad semanal y de un número de páginas variable, aunque predominaran los de dieciséis. Temáticamente, solían ser monográficos, presentando folletines de grafismo realista, "protagonizados por personajes cíclicos -o grupos" y mayormente de aventuras. Los de romance, en cambio, no presentaban tal continuidad argumental ni de personajes, aunque, en palabras de Jesús Cuadrado "sí se solaparon conductas parejas en la función misma de la cabecera de cada tebeo (Azucena, 1946)".
Su ritmo de producción era frenético, dado que los editores exigían semanalmente un mínimo de 10 páginas más portada por serie a cada autor, habiendo algunos, como Manuel Gago, que llegaba a producir hasta cinco series simultáneamente.
Su éxito durante la posguerra española se atribuye a las necesidades de evasión del público, concretadas en aventuras exóticas.

## Historia

### Orígenes
En España, los primeros cuadernillos de aventuras, aunque en formato vertical, fueron creados a partir de 1918 o 1919, tratándose en general de adaptaciones de cuentos y novelas clásicas. Buigas, director del "TBO", también hará uso de él en su "Colección Gráfica TBO".
Ya en los años 30, el editor italiano Enrique Guerri Giacomelli presentó las aventuras seriadas de un único héroe en El As de los Exploradores (1934-¿1939?) de José Grau, e Hispano Americana hizo lo propio con los héroes de aventuras estadounidenses que había dado a conocer en sus revistas (Tim Tyler's Luck, Agente secreto X-9, Flash Gordon, Franck Buck, King y Tarzán) en su colección de "Las Grandes Aventuras", a partir de marzo de 1936.

### Consolidación
No será hasta los años cuarenta del pasado siglo cuando el formato se implante, tanto en Italia como en España. En España, su proliferación fue favorecida por la dificultad de conseguir permisos para publicaciones periódicas, siendo Hispano Americana la primera que optó por esta vía, recuperando sus recopilaciones de series estadounidenses, a las que ahora sumaba italianas (Juan Centella).
Otras muchas editoriales más pequeñas se sumaron a esta moda, destacando Rialto y Grafidea. Será, sin embargo, la Editorial Valenciana la que publique los dos seriales más populares e influyentes de la época: Roberto Alcázar y Pedrín (1940) de Eduardo Vañó y El Guerrero del Antifaz (1944) de Manuel Gago. En estos años, Valenciana editó también cuadernos humorísticos y de grafismo caricaturesco, como Mister Bluff (1943) de José Soriano Izquierdo y Emilio Panach o Cosas de risa y embrollo de Tarugo y Don Meollo (1944) de Antonio Ayné, aunque pronto los reservará para las series de acción. Como consecuencia de todo este boom, se publicaron alrededor de 4500 títulos solo en 1945.
Ediciones Toray edita, por su parte, las Hazañas Bélicas (1948) de Boixcar y el más popular de todos los cuadernos dirigidos a féminas, Colección Azucena (1946-71), objeto de imitaciones como "Ardillita"  y "Margarita".
Entre 1949 y 1951, Bruguera también produjo una colección de cuadernos monográficos titulada "Magos de la Risa", dedicada a sus series cómicas, como Heliodoro Hipotenuso y Las Hermanas Gilda.
Para entonces, y en opinión del investigador Pedro Porcel Torrens podrían distinguirse cuatro escuelas gráficas:
- La del vigor narrativo: Ambrós, Ferrando, Manuel Gago, Grau, Iranzo u Osete;
- La de los ilustradores: Víctor Aguado, Ibarra, Laffond, Lozano Olivares, Marculeta o Pertegás;
- La de los creadores de ambientes: Alférez, Darnís, Giner, Longarón, Ángel Pardo o Ripoll;
- La más fascinada por el cómic estadounidense en cuanto símbolo de la modernidad gráfica y que se aglutinan en torno a Joaquín de Haro: Antonio Parras, Julio Ribera, Sommer o Toutain.[16]

### Auge
Ya en los 50, logran un gran éxito El Cachorro (1951) de Juan García Iranzo; Aventuras del F.B.I. (1951) de Luis Bermejo; Diego Valor (1954) de Jarber/Buylla/Bayo, y sobre todo, El Capitán Trueno (1956, Mora y Ambrós), que llegará a vender hasta 350.000 ejemplares semanales y provoca, con su éxito, que se desdramaticen otros cuadernos, ganando en tono festivo. Del mismo guionista es El Jabato (1958). Otras series destacadas de esta década son El mundo futuro (1955) de Boixcar, Apache (1958) de Luis Bermejo o la Hazañas de la Juventud Audaz (1959) de Matías Alonso.
En el terreno gráfico, la editorial Creo, fundada en 1958, presentará, durante un breve tiempo, una alternativa al estilo habitual de los cuadernos de aventuras valencianos.

### Crisis
En 1962 nace la Comisión de Información y Publicaciones Infantiles y Juveniles, cuyo secretario general, el Padre Jesús M. Vázquez carga contra la violencia de los cuadernos de aventuras, desnaturalizándolos y contribuyendo a la pérdida de lectores. Con los cambios sociales y la difusión de nuevas formas de ocio, como la televisión, se derrumba definitivamente este mercado hacia 1966. Solo algunos cuadernos, como Roberto Alcázar y Pedrín permanecen, mientras se impone la novela gráfica.